# 파리드 자카리아 GPS
《파리드 자카리아 GPS》(파리드 자카리아 지피에스, Fareed Zakaria GPS)는 2008년부터 CNN에서 방송되고 있는 정보 프로그램이다. 미국의 저널리스트이자 저자인 파리드 자카리아가 사회를 담당한다. GPS는 일요일 오전 10시(UTC)부터 11시(UTC)까지 CNN으로 방송한다. CNN 인터내셔널에서도 방송된다.
그리고 파리드 자카리아 GPS를 글로벌 퍼블릭 스퀘어라고도 불린다.